# مارتين رودريغيز (لاعب كرة قدم)
مارتين رودريغيز (بالإسبانية: Cristian Martín Rodríguez)‏ (10 فبراير 1985 في الأوروغواي - ) هو لاعب كرة قدم أوروغواني في مركز الدفاع. لعب مع بانفيلد وريفر بليت ونادي ليفربول وناسيونال مونتيفيديو وهيبي شينا فورشن وBeijing Institute of Technology F.C. ‏ وTacuarembó F.C. ‏.

## وصلات خارجية
- مارتين رودريغيز (لاعب كرة قدم) على موقع قاعدة بيانات كرة القدم.إي يو (الإنجليزية)
- مارتين رودريغيز (لاعب كرة قدم) على موقع قاعدة بيانات كرة القدم.إي يو (الإنجليزية)
- مارتين رودريغيز (لاعب كرة قدم) على موقع قاعدة بيانات كرة القدم.إي يو (الإنجليزية)
- مارتين رودريغيز (لاعب كرة قدم) على موقع Soccerway.com (الإنجليزية)